# بارافولا (أيتوليا كي أكارنانيا)
بارافولا (Παραβόλα) هي مدينة في أيتوليا كي أكارنانيا في مقاطعة كينتريكي إلادا في اليونان.